# Bedford Beagle
Der Bedford Beagle war eine Kombiversion des Bedford HA, eines Lieferwagens mit 400 kg Nutzlast, der seinerseits auf dem Vauxhall Viva HA basierte. Der Umbau wurde von der Martin Walter Ltd. durchgeführt. Den Bedford HA sah man zu seiner Zeit oft, aber der Beagle war deutlich seltener und heute gibt es nur noch wenige Exemplare. Der Beagle wiederum bildete die Basis für den Camper Roma, der ebenfalls von Martin Walter entworfen und gebaut wurde.
Das Fahrzeug wurde 1964 eingeführt und war ursprünglich mit einem Vierzylinder-Reihenmotor mit 1.057 cm³ Hubraum ausgestattet. Auch sonst war die Ausstattung sehr einfach gehalten; es gab rundum Trommelbremsen und nur wenige Instrumente. Später wurden größere Motoren eingesetzt; 1967 gab es 1.159 cm³ Hubraum und 1972 waren es 1.256 cm³. Die Höchstgeschwindigkeit stieg so von 116 km/h auf 129 km/h.
1973 wurde die Fertigung eingestellt, die besser ausgestatteten Vauxhall Viva-HC-Kombis ersetzten den Beagle.